# منطقه پایتخت ملی (کانادا)
منطقه پایتخت ملی (به انگلیسی: National Capital Region) یک منطقهٔ مسکونی در کانادا است که شامل دو شهر اتاوا در انتاریو و گتینو در ایالت کبک میشود. منطقه پایتخت ملی ۷۰–۵۵۶ متر بالاتر از سطح دریا واقع شده‌است.